# Lemniscomys macculus
Lemniscomys macculus је врста глодара из породице мишева (Muridae).

## Распрострањење
Ареал врсте је ограничен на мањи број држава. Врста је присутна у Етиопији, ДР Конгу, Кенији, Судану и Уганди.

## Станиште
Станишта врсте су саване, травна вегетација и речни екосистеми.

## Угроженост
Ова врста није угрожена, и наведена је као последња брига јер има широко распрострањење.